# Gigante gassoso

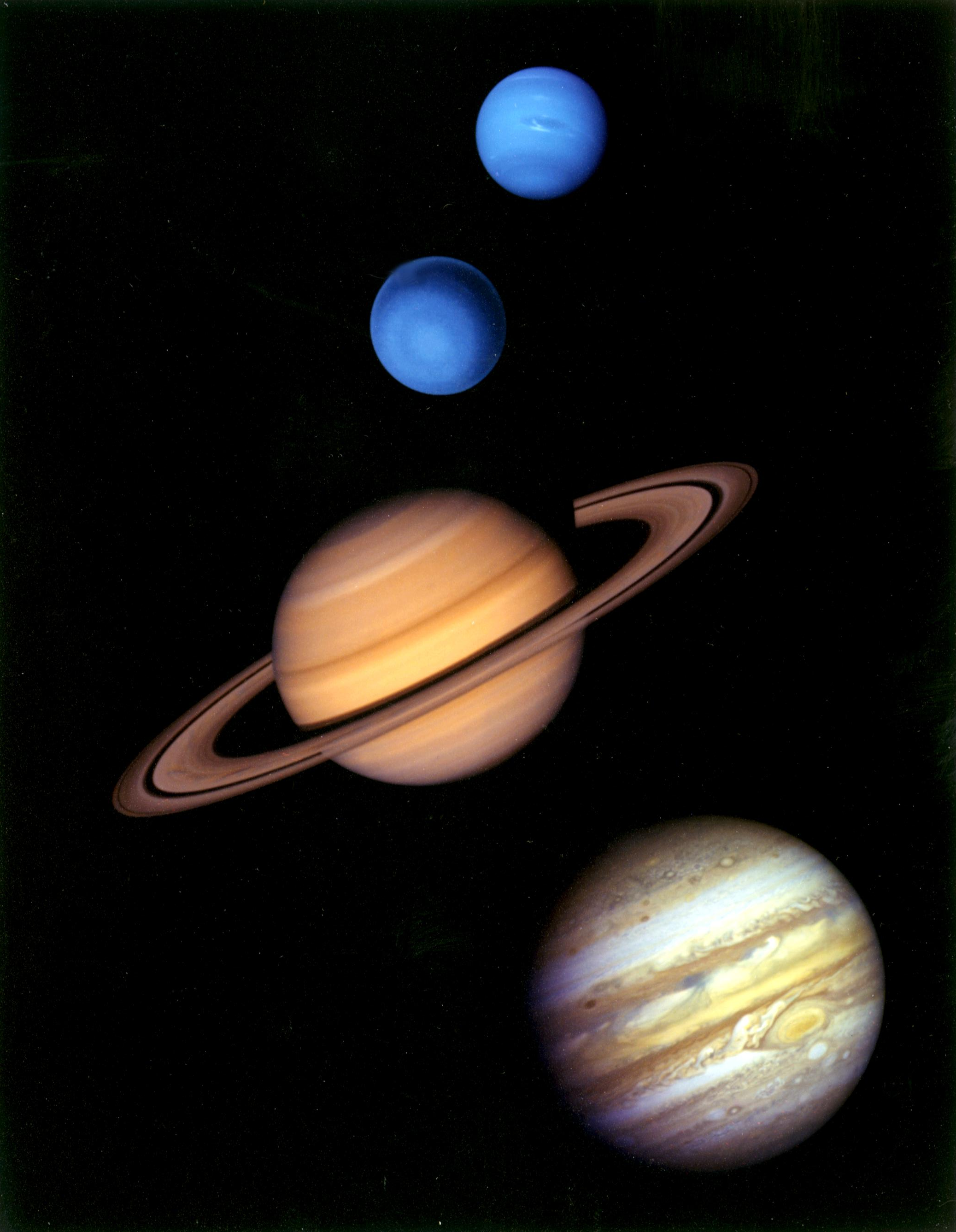
I quattro giganti gassosi del sistema solare, in un fotomontaggio che ne rispetta le dimensioni ma non le distanze; dal basso verso l'alto, Giove, Saturno, Urano e Nettuno.

Gigante gassoso (denominato anche pianeta gioviano) è un termine astronomico generico, inventato dallo scrittore di fantascienza James Blish e ormai entrato nell'uso comune, per descrivere un grosso pianeta che non sia composto prevalentemente da roccia. I giganti gassosi, in realtà, possono avere un nucleo roccioso, ed effettivamente si sospetta che un tale nucleo sia necessario per la loro formazione. La maggior parte della loro massa è tuttavia presente sotto forma di gas (oppure gas compresso in uno stato liquido). A differenza dei pianeti rocciosi, i giganti gassosi non hanno una superficie ben definita.
Il sistema solare presenta quattro giganti gassosi: Giove, Saturno, Urano e Nettuno.

## Tipologia
Sono solitamente definiti giganti gassosi i pianeti con massa superiore alle 10 masse terrestri.
Un oggetto con massa superiore a 80 volte quella di Giove (cioè 0,08 volte la massa del Sole) ha calore e pressione tali al suo interno per poter innescare una reazione di fusione nucleare, che trasforma il corpo celeste in una piccola stella. Ci sono poi oggetti di massa minore ma grandi abbastanza per poter innescare la fusione del deuterio, ma non sono considerati pianeti ma nane brune. È stato assunto un limite di 13 masse gioviane oltre il quale un corpo non è più definito pianeta ma nana bruna. Non si tratta di un limite dal preciso significato fisico ma di una convenzione adottata dall'Unione astronomica internazionale, in quanto oggetti di grandi dimensioni bruceranno la maggior parte del loro deuterio e quelli più piccoli ne bruceranno solo una piccola parte. La quantità di deuterio bruciato dipende non solo dalla massa ma anche dalla composizione del pianeta, in particolare dalla quantità di elio e deuterio presenti. L'Enciclopedia dei Pianeti Extrasolari ad esempio comprende oggetti fino a 25 masse gioviane, e la Exoplanet Data Explorer fino a 24 masse gioviane.

## Giove e Saturno

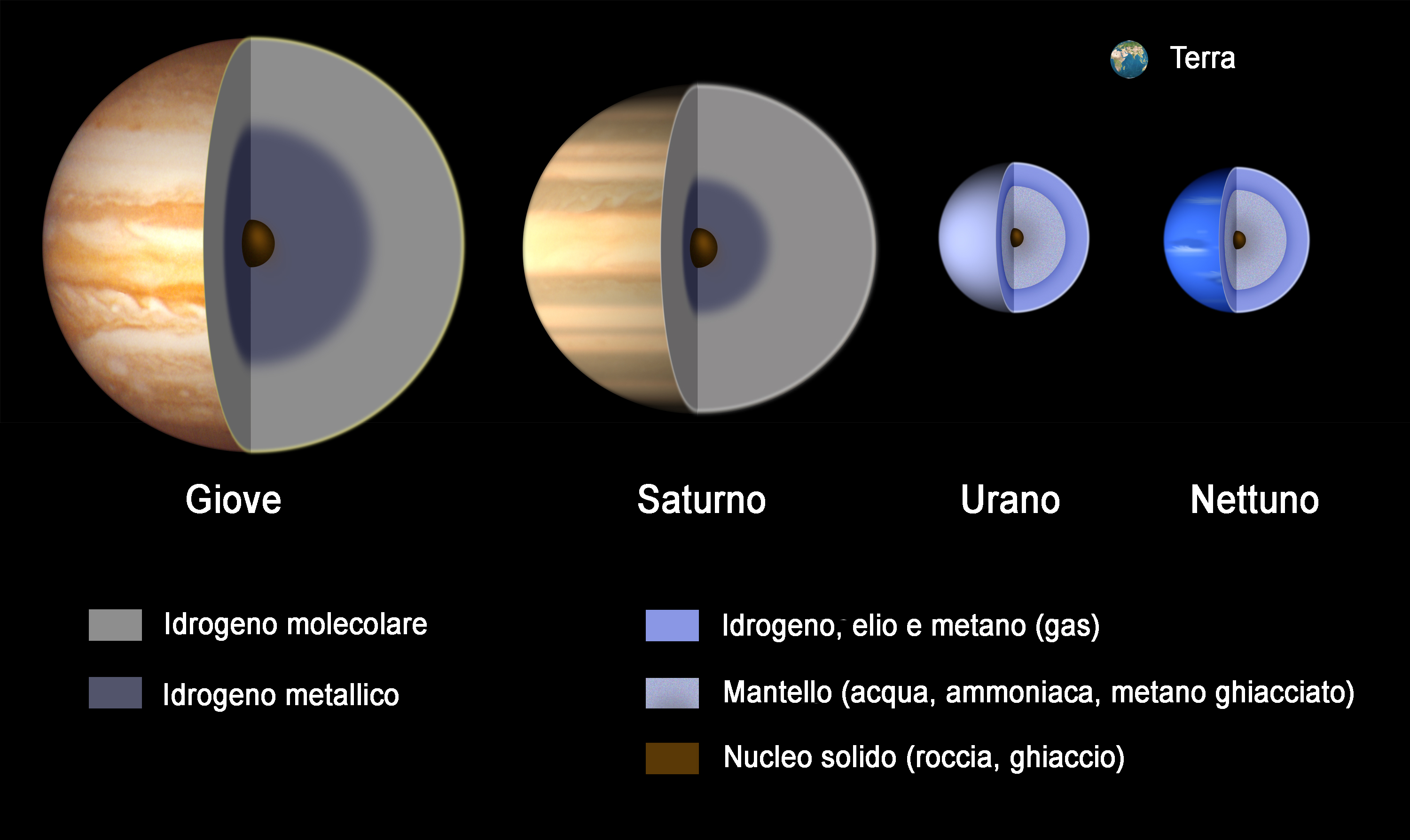
La struttura interna dei pianeti gioviani.

Giove e Saturno sono costituiti principalmente da idrogeno ed elio, e la maggior parte della loro massa è composta da idrogeno allo stato liquido o metallico, forse con un nucleo roccioso o composto da nichel e ferro. Lo strato esterno è costituito da idrogeno molecolare, che circonda uno strato di idrogeno metallico liquido, con un nucleo fuso probabilmente roccioso e, nel caso di Giove, di 12000 km di diametro. Gli strati più esterni dell'atmosfera di idrogeno sono caratterizzati da nuvole visibili generalmente composte da acqua e ammoniaca. All'interno, l'idrogeno è definito "metallico" perché la grande pressione lo trasforma in un conduttore elettrico.

## Urano e Nettuno
La composizione degli altri giganti gassosi è simile, ma Urano e Nettuno contengono al loro interno molto meno idrogeno e maggiori quantità di acqua, ammoniaca, e metano, per questo sono stati definiti anche giganti ghiacciati. Nonostante la composizione interna non sia ben conosciuta, possono essere presenti anche rocce e gas, ma in misura molto minore.
Poiché era ritenuto plausibile che il metano potesse dissociarsi alle altissime pressioni raggiunte nelle profondità dei due pianeti e che il carbonio vi potesse cristallizzare direttamente come diamante, alcuni astronomi ritenevano che i nuclei di Urano e Nettuno fossero composti da diamanti; tuttavia, successive ricerche hanno escluso questa eventualità. Negli strati inferiori, l'idrogeno liquido all'interno dei giganti gassosi è così compresso che diventa di natura metallica. L'idrogeno metallico è stabile solo a tali enormi pressioni.

## Giganti gassosi extrasolari

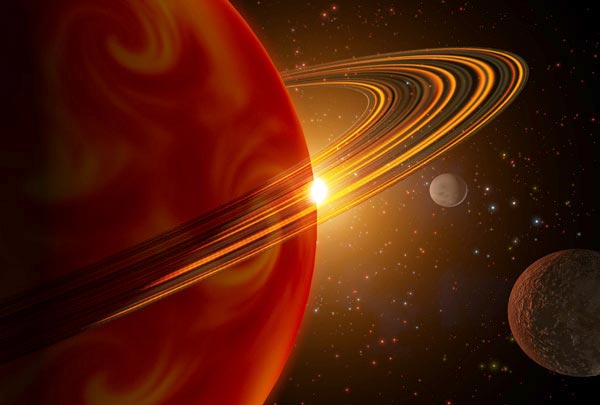
Rappresentazione artistica di 79 Ceti b, il primo gigante gassoso extrasolare scoperto con una massa minore di quella di Saturno.

A causa delle tecniche disponibili, molti dei pianeti extrasolari conosciuti possiedono masse paragonabili e spesso molto superiori a Giove, e su questa base è stato suggerito che possano essere dei giganti gassosi. La loro composizione e struttura è però sconosciuta; molti di questi pianeti orbitano molto vicini alla propria stella madre, come i cosiddetti gioviani caldi, ed è oggetto di dibattito se gli strati di gas mostrati da Giove e Saturno possano sopravvivere a simili temperature e alla forza del vento solare.
Anche se le parole "gas" e "gigante" sono spesso combinate, i pianeti costituiti prevalentemente da idrogeno potrebbero essere più piccoli dei giganti gassosi noti del Sistema Solare. Tuttavia, pianeti gassosi meno massicci perderanno massa atmosferica più rapidamente rispetto a pianeti più grandi o situati più lontano dalla propria stella.
Il più piccolo pianeta extrasolare noto come un probabile "pianeta gassoso" è Kepler-138 c, che ha la stessa massa della Terra ma è del 60% più grande e ha di conseguenza una densità minore. Questo fa supporre che sia avvolto da uno spesso guscio di gas costituito da idrogeno ed elio.